# Meuse
Meuse (55) (Nederlands: Maas) is een Frans departement, vernoemd naar de rivier de Maas.

## Geschiedenis
Het departement was een van de 83 departementen die werden gecreëerd tijdens de Franse Revolutie, op 4 maart 1790 door uitvoering van de wet van 22 december 1789, uitgaande van het meest westelijke deel van de provincie Lotharingen (Lorraine).
Het departement werd in 1870 tijdens de Frans-Duitse Oorlog bezet. Maar ook nadat de Vrede van Frankfurt (1871) getekend was, bleef Meuse bezet tot de Franse staat alle overeengekomen herstelbetalingen had voldaan. Pas in de tweede helft van 1873 vertrokken de Duitsers uit het departement. Tijdens de Eerste Wereldoorlog was het departement het strijdtoneel van de Slag om Verdun (1916).

## Geografie
Meuse is omgeven door de departementen Ardennes, Marne, Haute-Marne, Vosges en Meurthe-et-Moselle, alsook België. Het departement behoort tot de regio Grand Est.
De voornaamste rivieren zijn de Maas, die het departement van zuid naar noord doorstroomt, en haar zijrivier de Chiers die zelf de Othain en Loison opneemt. In het zuiden zijn er de Ornain en de Saulx, en in het westen de Aire, zijrivier van de Aisne die zijn bron heeft in het departement. Deze behoren alle tot het stroombekken van de Seine. Het hoogste punt van het departement ligt in het zuiden bij Vaudeville-le-Haut op 451 meter, het laagste punt ligt bij Rancourt-sur-Ornain in het zuidwesten op een hoogte van 124 meter. Het departement ligt aan de oostgrens van het Bekken van Parijs en wordt gekenmerkt door een aantal cuestahellingen waarvan het front oostwaarts gericht is. In het westen ligt de cuesta van de Argonne die gevolgd wordt door de Maasvallei. Ten oosten van de Maas ligt de cuesta van de Côtes de Meuse die overgaat in de ongeveer honderd meter lager gelegen Woëvrevlakte. Er zijn tevens een aantal getuigenheuvels zoals de Butte de Montsec nabij het Lac de Madine en de Côte Saint-Germain nabij Dun-sur-Meuse.
De belangrijkste steden zijn Verdun, Bar-le-Duc, Commercy, Saint-Mihiel, Ligny-en-Barrois, Étain, Montmédy en Stenay.

## Demografie
De inwoners van Meuse heten Meusiens.
Meuse is een erg landelijk departement en met minder dan 200.000 inwoners en zo'n 31 inwoners per km² komt het op de 88e plaats in de ranglijst naar bevolking en op de 91e plaats naar bevolkingsdichtheid. Het departement vormt het noordelijke uiteinde van de zogenaamde Diagonaal van de leegte, een zone met erg lage bevolkingsdichtheid die Frankrijk doorsnijdt van het noordoosten naar het zuidwesten.
Binnen de regio Grand Est is het ook het dunst bevolkte departement. Enkel Verdun en Bar-le-Duc komen als stad in de buurt van 20.000 inwoners. Het gemiddelde inwoneraantal per gemeente bedraagt slechts 390. Tot het midden van de 19e eeuw was er een bevolkingstoename; daarna begon een geleidelijke leegloop van het platteland naar steden, die veelal buiten het departement lagen. Als gevolg hiervan liep het inwoneraantal van 328.657 in 1851 terug tot 278.000 bij het uitbreken van de Eerste Wereldoorlog. Deze oorlog joeg vele inwoners op de vlucht en door de langdurige bombardementen werden vele dorpen zwaar beschadigd of volledig vernield, waardoor bij het eind van de oorlog het departement nog eens een kwart minder inwoners overhield. Sindsdien daalt het aantal inwoners nog slechts licht om op het eind van de 20e eeuw beneden de 200.000 te zakken.
Meuse is het enige departement dat een aantal gemeenten zonder inwoners telt. Het gaat om zes van de negen gemeenten rond Verdun die tijdens de oorlog door de beschietingen volledig vernield werden en nooit heropgebouwd, maar die uit eerbetoon officieel blijven bestaan als gemeente Mort pour la France. Het gaat om Beaumont-en-Verdunois, Bezonvaux, Douaumont (6 inw. in 2009), Fleury-devant-Douaumont, Haumont-près-Samogneux, Louvemont-Côte-du-Poivre, Ornes (5 inw. in 2009), Vaux-devant-Damloup (70 inw. in 2009) en Cumières-le-Mort-Homme.

### Demografische evolutie sinds 1962
| Naam       | Index 1962 | Index 1968 | Index 1975 | Index 1982 | Index 1990 | Index 1999 | Index 2008 | Index 2019 |
| ---------- | ---------- | ---------- | ---------- | ---------- | ---------- | ---------- | ---------- | ---------- |
| Meuse      | 100,0      | 97,0       | 94,4       | 92,7       | 90,9       | 89,1       | 90,0       | 85,2       |
| Frankrijk* | 100,0      | 107,1      | 113,3      | 117,0      | 121,9      | 126,0      | 133,8      | 140,1      |

| Naam       | Inw./Km² 1962 | Inw./km² 1968 | Inw./km² 1975 | Inw./km² 1982 | Inw./km² 1990 | Inw./km² 1999 | Inw./km² 2008 | Inw./km² 2019 |
| ---------- | ------------- | ------------- | ------------- | ------------- | ------------- | ------------- | ------------- | ------------- |
| Meuse      | 34,7          | 33,7          | 32,8          | 32,2          | 31,6          | 30,9          | 31,3          | 29,6          |
| Frankrijk* | 84,2          | 90,1          | 95,4          | 98,5          | 102,7         | 106,1         | 112,7         | 119,7         |

Frankrijk* = exclusief overzeese gebieden
Bron: Recensement Populaire INSEE - 1962 tot 1999 population sans doubles comptes, nadien Population Municipale
Op 1 januari 2022 had Meuse 180.745 inwoners.

### De 10 grootste gemeenten in het departement
| Nr. | Gemeente             | Aantal inwoners (2022) |
| --- | -------------------- | ---------------------- |
| 1   | Verdun               | 16.610                 |
| 2   | Bar-le-Duc           | 14.615                 |
| 3   | Commercy             | 5.332                  |
| 4   | Saint-Mihiel         | 3.848                  |
| 5   | Ligny-en-Barrois     | 3.696                  |
| 6   | Étain                | 3.449                  |
| 7   | Thierville-sur-Meuse | 3.168                  |
| 8   | Belleville-sur-Meuse | 3.023                  |
| 9   | Revigny-sur-Ornain   | 2.600                  |
| 10  | Ancerville           | 2.583                  |

## Lijst vanprefecten1870-heden
| Prefect                                   | ambtstermijn | partij  |
| ----------------------------------------- | ------------ | ------- |
| Hyacinthe de Metz                         | 1870 - 1871  |         |
| Alexandre Vimont                          | 1871 - 1873  |         |
| Anne Beuve d'Auray, marquis de Saint Pois | 1873 - 1875  |         |
| Maurice, baron de Ravinel                 | 1875         |         |
| Guibert, baron d'Huart                    | 1875 - 1876  |         |
| Grangier de la Marinière                  | 1876         |         |
| Maximilien, baron de Reinach-Werth        | 1876         |         |
| Hypolyte Rousseau                         | 1876 - 1877  |         |
| Marie-Pierre Letendre de Tourvile         | 1877         |         |
| Louis Robert de Massy                     | 1877 - 1882  |         |
| Antoine Baudran                           | 1884 - 1886  |         |
| Henri Monier                              | 1886 - 1887  |         |
| Henry Soinoury                            | 1887 - 1891  |         |
| Fernand Bret                              | 1891 - 1896  |         |
| Abel Combarieu                            | 1896 - 1899  |         |
| Henri Buisson                             | 1899 - 1904  |         |
| Gabriel Habert                            | 1904 - 1906  |         |
| Paul Magny                                | 1906         |         |
| Charles Aubert                            | 1906 - 1918  |         |
| Maurice Piette                            | 1918 - 1919  |         |
| Jean Ogier                                | 1919 - 1920  |         |
| Pierre Emery                              | 1920 - 1922  |         |
| Georges Bégué                             | 1922 - 1924  |         |
| Charles Magny                             | 1924 - 1929  |         |
| Raoul Catusse                             | 1929 - 1934  |         |
| François Natalelli                        | 1934 - 1939  |         |
| André Campion                             | 1939 - 1940  |         |
| Louis Boucoiran                           | 1940 - 1941  |         |
| Jacques Simon                             | 1941 - 1942  |         |
| Louis Dupiech                             | 1942 - 1943  |         |
| Marcel Daugy                              | 1943 - 1944  |         |
| Jacques Guillemaut                        | 1944         |         |
| Robert Rousselle                          | 1944         | CFLN    |
| Francis Bauer                             | 1944         |         |
| Henri Morel                               | 1944 - 1947  |         |
| Eugène Touze                              | 1947 - 1954  |         |
| Pierre Malvy                              | 1957 - 1959  |         |
| Jean Faussemagne                          | 1959 - 1963  |         |
| Laurent Chazal                            | 1963 - 1965  |         |
| Jean Paolini                              | 1965 - 1967  | DVD     |
| Pierre Beziau                             | 1967 - 1969  |         |
| André Collot                              | 1969 - 1973  |         |
| Pierre Rouviere                           | 1973 - 1977  |         |
| Michel Mosser                             | 1977 - 1978  |         |
| Jean Senie                                | 1978 - 1981  |         |
| Pierre Costa                              | 1981 - 1982  |         |
| Maurice Siegel                            | 1982 - 1986  |         |
| Jean-Paul Frouin                          | 1986 - 1988  |         |
| Jean-François Étienne des Rosaies         | 1988 - 1989  |         |
| Joël Gadbin                               | 1989 - 1991  |         |
| Colette Horel                             | 1991 - 1995  |         |
| Philippe Gregoire                         | 1995 - 1998  | UDF-RPR |
| Michel Cadot                              | 1998 - 2000  | RPR     |
| Bernard Fitoussi                          | 2000 - 2003  |         |
| Richard Samuel                            | 2003 - 2005  |         |
| Michel Lafon                              | 2005 - 2007  | UMP     |
| Evence Richard                            | sinds 2007   |         |

## Bekende inwoners
- Jules Bastien-Lepage, naturalistisch kunstschilder
- Nicolas-Joseph Cugnot, uitvinder van het eerste zelfrijdende voertuig
- Jean-Robert Ipoustéguy, schilder en beeldhouwer
- André Maginot, minister van landsverdediging bekend van de naar hem genoemde Maginotlinie
- Raymond Poincaré, Frans president tijdens Wereldoorlog I en eerste minister

## Afbeeldingen

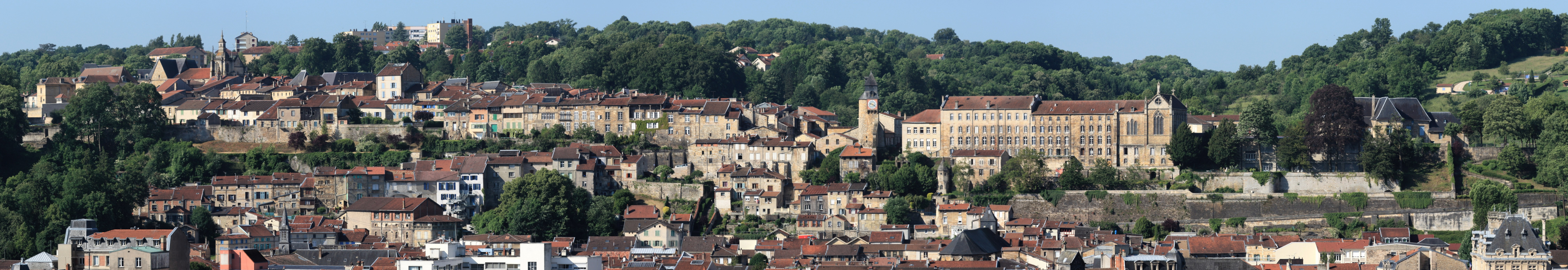
Bar-le-Duc
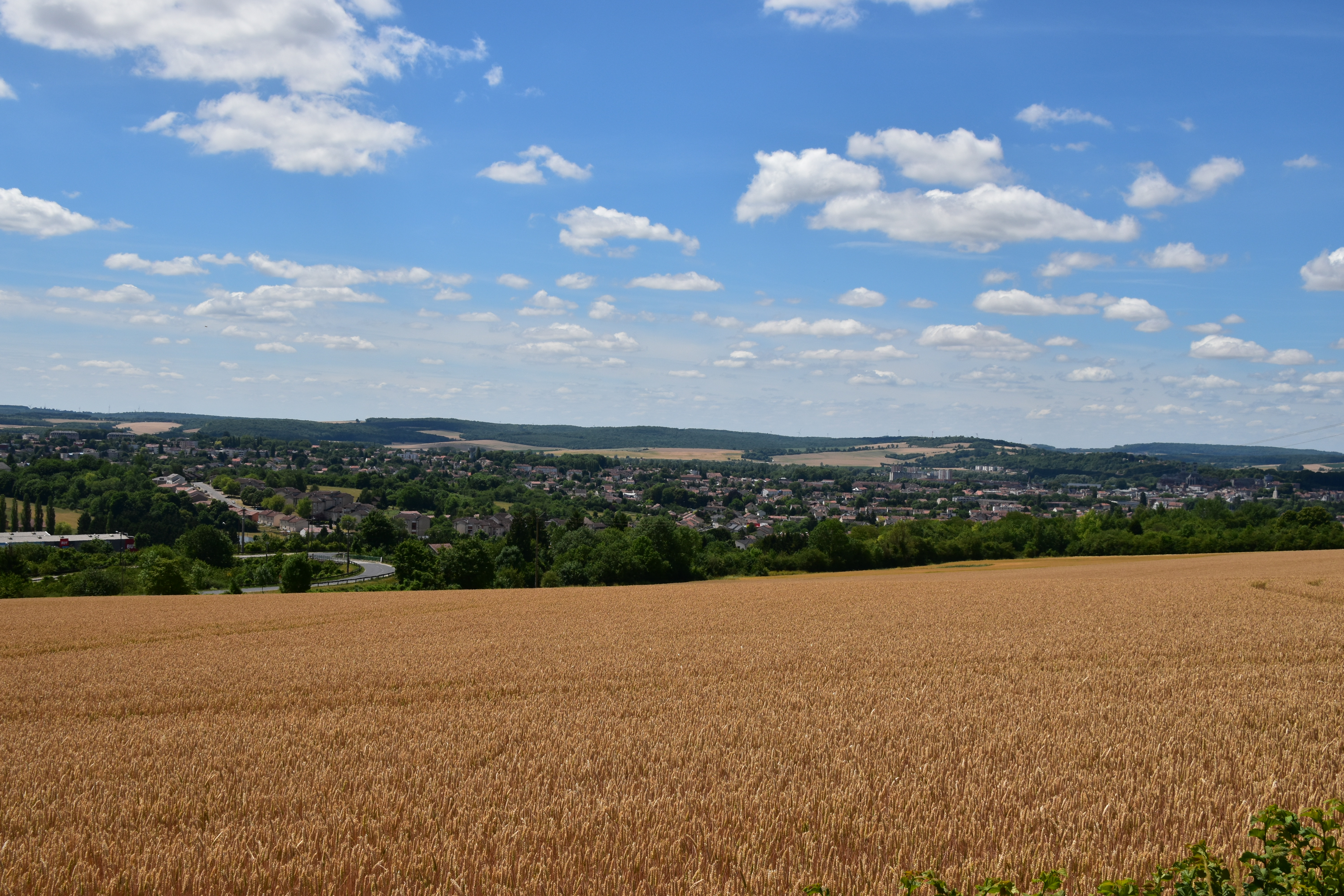
Gezicht op Verdun